# Ещё одна из рода Болейн (фильм, 2003)
«Ещё одна из рода Болейн» (англ. The Other Boleyn Girl) — телефильм, историческая драма о королеве Англии Анне Болейн, её сестре Марии и их влиянии на Английское королевство. Экранизация Би-Би-Си одноимённого романа Филиппы Грегори.

## Сюжет
Генрих VIII увлекается Марией, в связи с чем той приходится поступиться принципами брака. Впрочем, довольно скоро охладев к кроткой и милой Марии, король становится одержим неистовой Анной. Телефильм повествует об истории взаимоотношений двух сестёр Болейн в стремительных условиях взлётов и падений.

## В ролях
| В ролях           |  | Персонаж             |
| ----------------- |  | -------------------- |
| Наташа Макэлхон   |  | Мария Болейн         |
| Джоди Мэй         |  | Анна Болейн          |
| Джаред Харрис     |  | Генрих VIII          |
| Стивен Маккинтош  |  | Джордж Болейн        |
| Филип Гленистер   |  | Уильям Стаффорд      |
| Джек Шеперд       |  | Томас Болейн         |
| Джон Вудвайн      |  | дядя Говард          |
| Рон Кук           |  | Томас Кромвель       |
| Энтони Хауэлл     |  | Уильям Кэри          |
| Джейн Гарнетт     |  | Элизабет Болейн      |
| Иоланда Васкес    |  | Екатерина Арагонская |
| Джеффри Стритфилд |  | Фрэнсис Уэстон       |
| Оливер Крис       |  | Генри Перси          |
| Наоми Бенсон      |  | Джейн Сеймур         |
| Роджер Хаммонд    |  | лорд Фармлей         |